# Vila de la Unió

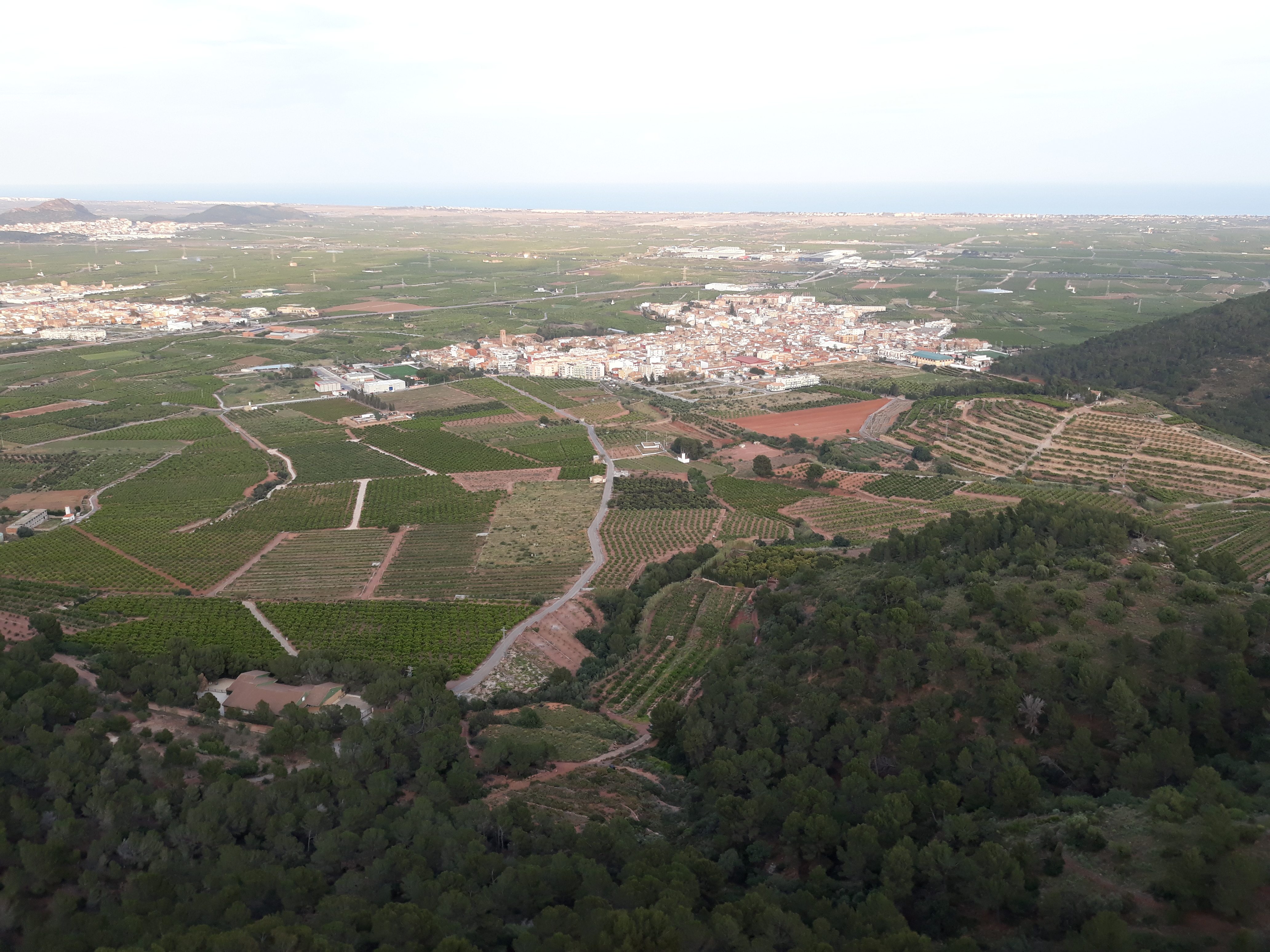
A la part central, els pobles de Faura i Benifairó conurbats. A l'esquerra, Quartell, Benavites i Almenara.

La Vila de la Unió (en castellà i oficialment Villa de la Unión) fou un municipi valencià que va existir entre 1884 i 1902, fruit de la unió dels municipis de Faura i Benifairó de les Valls (Camp de Morvedre), poblacions que, actualment conurbades, ja començaven a unir-se.

## Història com a municipi
Ambdós municipis foren dissolts i fusionats el 19 d'octubre de 1884 en el de Benifairó de les Valls y Faura per acord dels dos consistoris, després d'haver-se'n aprovat la unió per la diputació provincial el dia 2 d'octubre.
Després, el 1885, el nou ajuntament sol·licità al Ministeri de la Governació el canvi de denominació a Villa de la Unión, que es reflectiria en una Reial Ordre el 7 de novembre.
Faura i Benifairó de les Valls se separaren el primer de juliol de 1902, després de diversos conflictes entre els habitants d'ambdues localitats, i des de llavors constituïxen municipis diferents. Alguns autors, però, indiquen que la separació tingué lloc el 1906.

## Evolució demogràfica
Població de fet segons els censos de població.
| 1887 | 1897 | 1900 |
| ---- | ---- | ---- |
| 1804 | 2083 | 2260 |